# Wu Jianmin
Dans ce nom chinois, le nom de famille, Wu, précède le nom personnel.
Wu Jianmin (吴建民), né le 30 mars 1939 à Chongqing et mort le 18 juin 2016 à Wuhan, est un diplomate chinois, ex-porte-parole du ministère des Affaires étrangères et ancien ambassadeur de la République populaire de Chine successivement à La Haye (1993-1995), à Genève, et à Paris (1998-2003). Alors qu'il était ambassadeur en France, il a œuvré pour la désignation de Shanghai comme ville hôte de l'exposition universelle de 2010.

## Biographie

### Fonctions diplomatiques
Jusqu'en 1971, il est interprète de Mao Zedong lors de ses rencontres officielles. À cette date, il devient membre de la première délégation chinoise à l'ONU. Entre 1991 et 1994, il est porte-parole du gouvernement et directeur général du service d'informations.
Le 28 mai 1996, quand le cas de Gendhun Choekyi Nyima, un enfant désigné comme 11e panchen-lama par le 14e dalaï-lama, fut examiné par le Comité des droits de l'enfant de l'ONU dépendant du Haut-Commissariat des Nations unies aux droits de l'homme, Wu Jianmin, alors ambassadeur de la Chine déclara au Comité : « puisque les séparatistes cherchaient à enlever l’enfant, ses parents se sont inquiétés pour sa sécurité et ont demandé la protection du gouvernement chinois, qui leur a été fournie. L’enfant habite avec ses parents dans de bonnes conditions », sans préciser où se trouve l'enfant. Disparu depuis 1995, Gendhun Choekyi Nyima n'a jamais été revu. 

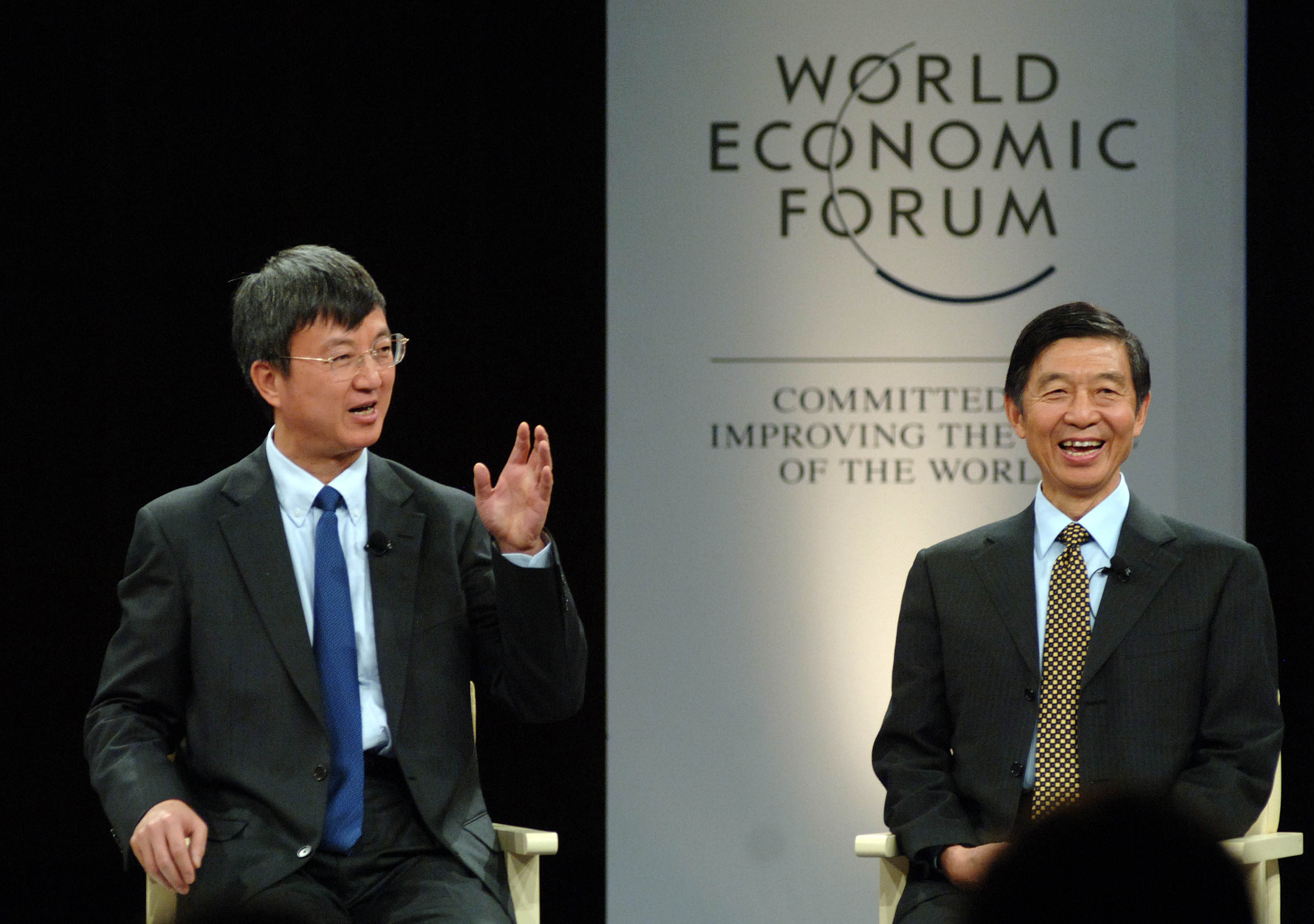
Wu Jianmin, à droite, avec Zhu Min, lors d'une rencontre du Forum économique mondial en 2008.

Wu Jianmin occupe la présidence du Bureau international des expositions (2003-2007), l'organisation intergouvernementale chargée de coordonner et approuver les expositions universelles dans les pays membres, qui compte à ce jour 169 membres dont la Chine intégrée depuis 1993.
Il fut également président de l'université chinoise de la diplomatie et, à ce tire, membre du Conseil des fondateurs du Forum Chine-Europe, en compagnie de Michel Rocard et Georges Berthoin.
Entre 2003 et 2010, Wu Jianmin est également membre de la Conférence consultative politique du peuple chinois, le principal organe de coopération entre les partis et de consultation politique sous la direction du Parti communiste chinois.
Après son décès, la Fondation Prospective et Innovation lui rend hommage en créant la Bourse Wu Jianmin,. Cette initiative offre chaque année à dix étudiants français, issus de la politique, de la finance ou de la presse à fort potentiel de leadership et appelés à jouer un rôle important dans leur pays et dans les relations franco-chinoises, l'opportunité de se rendre en Chine pour renforcer et approfondir les relations franco-chinoises sur des thèmes aussi divers que l'innovation, l'environnement ou la recherche. Ce faisant, le jury de la Fondation Prospective et Innovation, composé d'anciens ministres et diplomates tel Jean-Pierre Raffarin, Serge Degallaix ou Jean-Pierre Lafon entend rendre hommage à "l'un de ses plus ardents militants de l'amitié franco-chinoises".

### Décès
Il meurt le 18 juin 2016 à Wuhan dans un accident de la route.

### Controverse
L'Ambassadeur Wu Jianmin est victime d'une polémique lancée par un entretien qu'il aurait eu auprès de la télévision chinoise où il aurait fustigé le système politique et économique français.Cet entretien qui fut en chinois a été traduit par le Youtuber français Kuing Yamang mais qui n'était qu'une blague organisé par le youtuber puisque l'entretien portait sur l'exposition universelle de Shanghai. Malgré cela,cette vidéo a été reprise par l'ensemble des médias français comme Slate.Fr ,Paris-Match, Contrepoints ou la très sérieuse chaine de télévision BFM TV et a vu le journaliste français Olivier Mazerolle utiliser la vidéo comme support lors d'une de ses émissions. Monsieur Mazerolle et même l'ancienne ministre Cécile Duflot ont été trompés par le jeune youtuber français.
L'ambassadeur a du même s'expliquer auprès du Ministre des Affaires Étrangères Français,,.